# Rhysotina
Rhysotina is een geslacht van weekdieren uit de klasse van de Gastropoda (slakken).

## Soorten
- Rhysotina hepatizon (Gould, 1845)
- Rhysotina sublaevis G.A. Holyoak & D.T. Holyoak, 2016
- Rhysotina welwitschi (Morelet, 1866)